# Чумаченко Алла Олексіївна
Алла Олексіївна Чумаченко (5 січня 1933 — ?) — українська радянська діячка, новатор виробництва, машиніст баштового крана машинно-прокатної бази Дніпропетровського будівельно-монтажного тресту № 17 Дніпропетровської області. Депутат Верховної Ради УРСР 5-го скликання.

## Біографія
З 1950 року — різноробітниця, штукатур, машиніст баштового крана машинно-прокатної бази Дніпропетровського будівельно-монтажного тресту № 17 Дніпропетровської області. Закінчила вечірню школу робітничої молоді та курси машиністів баштових кранів.
Обиралася членом комсомольського бюро дільниці, секретарем комсомольської організації, членом комітету ЛКСМУ Дніпропетровського будівельно-монтажного тресту № 17.
У 1961 році заочно закінчила механічний факультет Дніпропетровського інженерно-будівельного інституту.
Потім — на пенсії у місті Дніпрі Дніпропетровської області.

## Нагороди
- медалі
- почесна Грамота Президії Верховної Ради УРСР (7.03.1960)